# Tanto vintertull
Tanto vintertull var en av Stockholms stadstullar som fanns efter 1652 i närheten av nuvarande Fatbursgatan på Södermalm. En alternativ äldre benämning är Dantobommen, vilken omnämns i visor av Carl Michael Bellman (till exempel Märk hur vår skugga). 
En vintertull användes för att kontrollera tullpliktiga varor under vintertid, när varor kunde föras över isen. Tanto vintertull blev nödvändig sedan Västertullen vid dagens korsning mellan Ringvägen och Hornsgatan upphörde och ersattes 1652 längre västerut av Hornstull. Eftersom vintervägen gick över Årstavikens is vid Årsta holmar hade sträckan fram till Hornstull blivit en lång omväg. Var exakt det nya tullstället låg är ovisst, förmodligen väster om  Timmermansgatan och söder om Fatbursgatan. I takt med att bebyggelsen växte alltmer västerut flyttades även tullen. Tullstället var tydligen enbart ett bevakningsställe med syfte att kontrollera och släppa in trafiken.